# Obelisco inacabado de Asuán

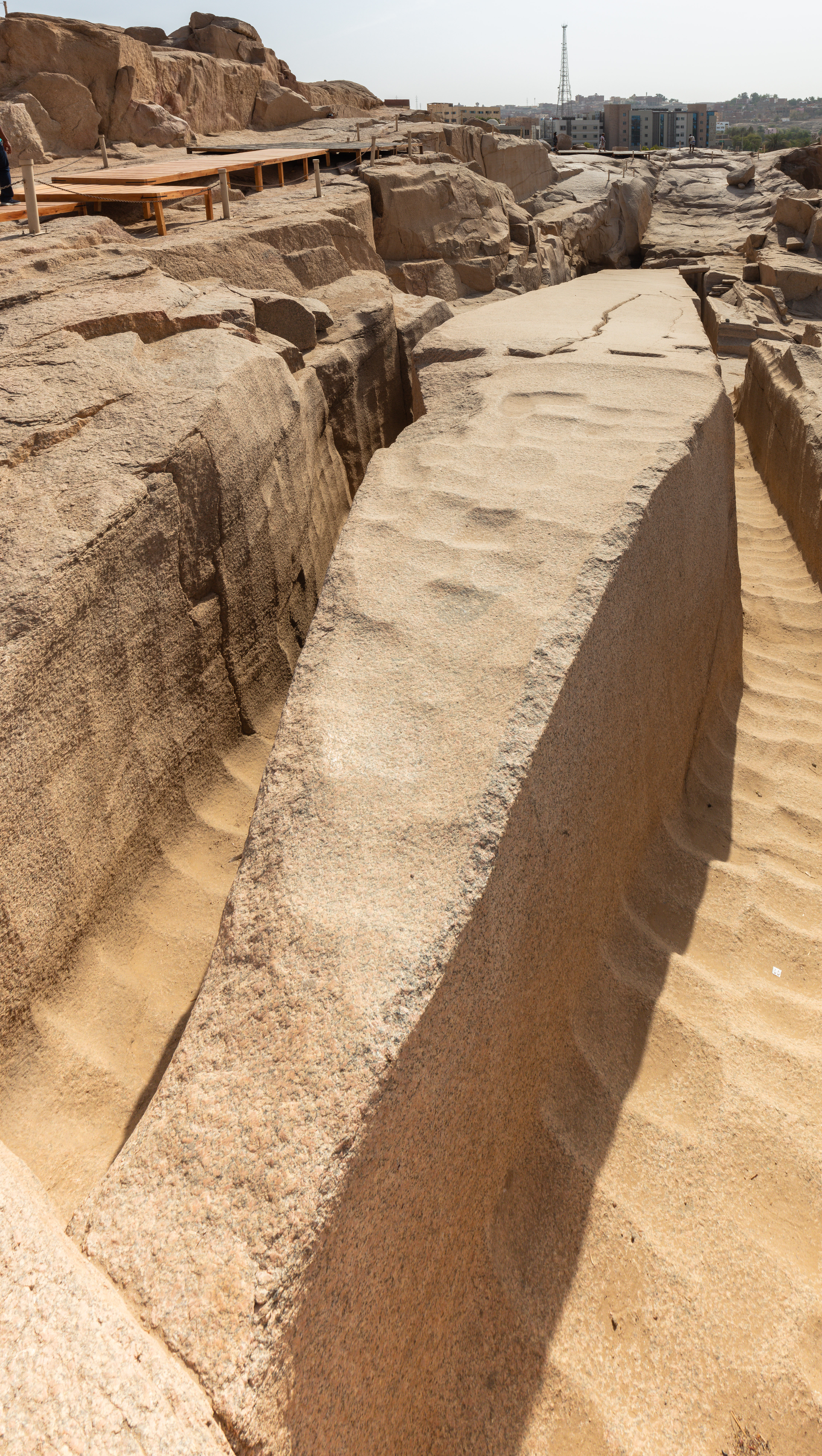
Obelisco inacabado de Asuán.

El obelisco inacabado de Asuán se encuentra en las canteras del norte de la ciudad (de la ciudad de Asuán salía buena parte de la piedra con la que se hacían los monumentos egipcios).
Es un objeto en el que se estaba trabajando y que se resquebrajó y se tuvo que dejar sin concluir. Si no hubiera sido así, habría sido la pieza de piedra trabajada más grande del mundo. Posiblemente iba a ser la pareja del Obelisco de Letrán, originario de Karnak, que hoy está en Roma.

## Las canteras de Asuán
La explotación de canteras de granito, esquisto y alabastro fue desde la antigüedad, una de las riquezas de la región. Los bloques eran transportados hacia el norte por el río Nilo. Los obeliscos egipcios erigidos en Roma, Nueva York, Estambul, París y Londres fueron tallados en roca de granito de Asuán que se encuentra sólo en esta región del sur de Egipto.
A pocos kilómetros al sur de Asuán, existen muchas canteras de granito rosa destinado para obeliscos y también bloques de piedra para la edificación de pirámides, estatuas y colosos reales.

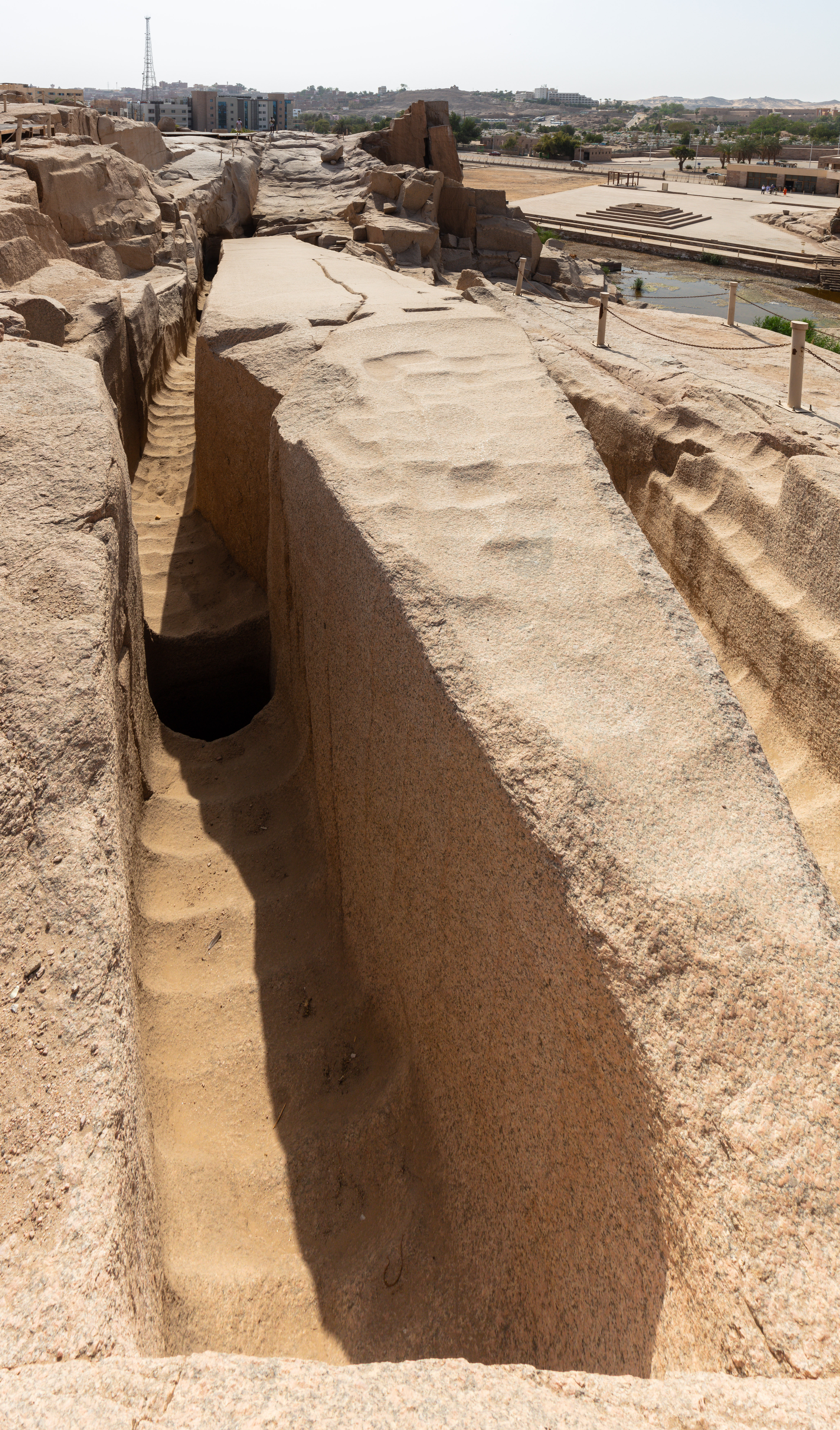
Vista de la punta del obelisco.
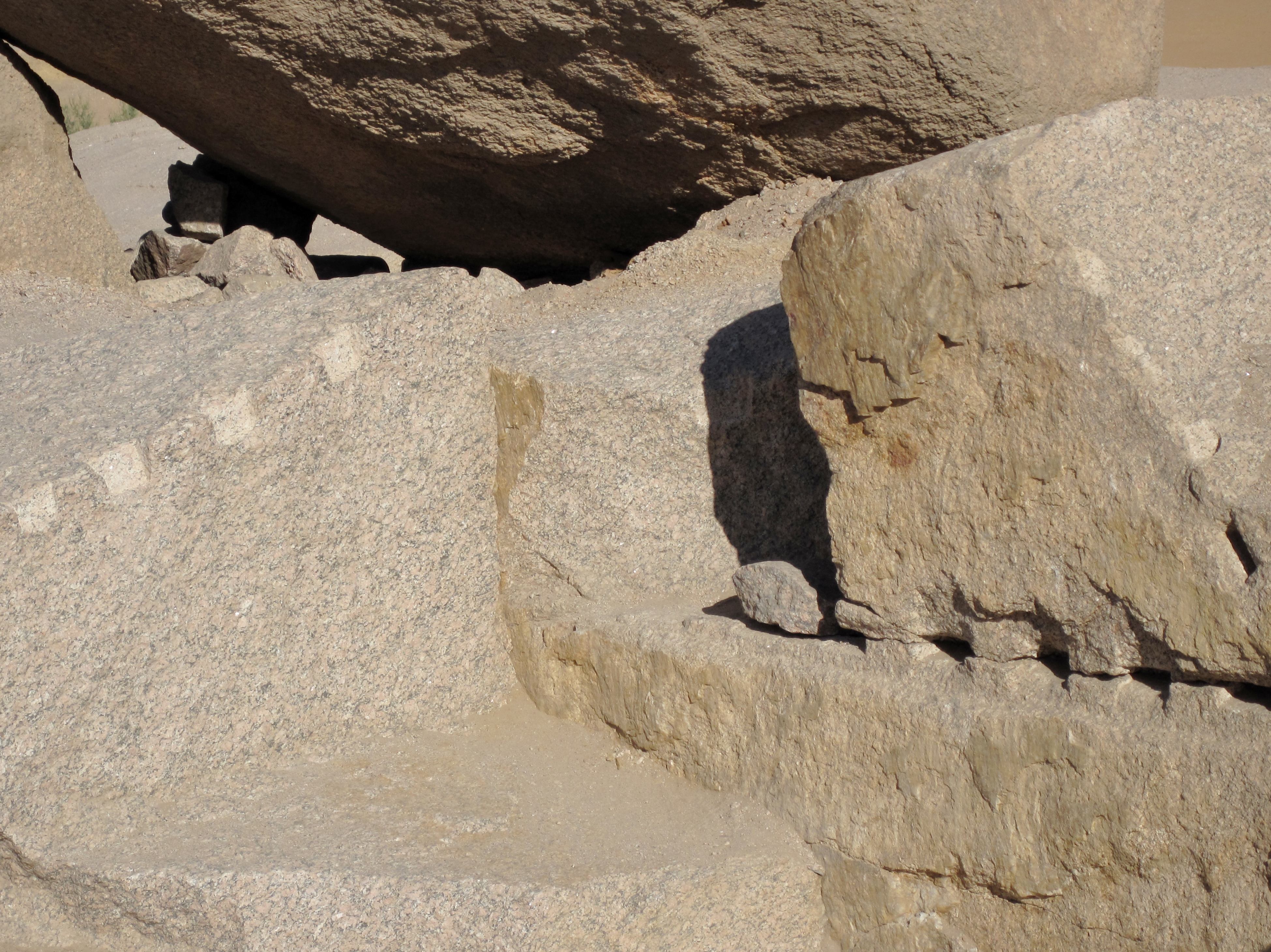
Cantera romana.
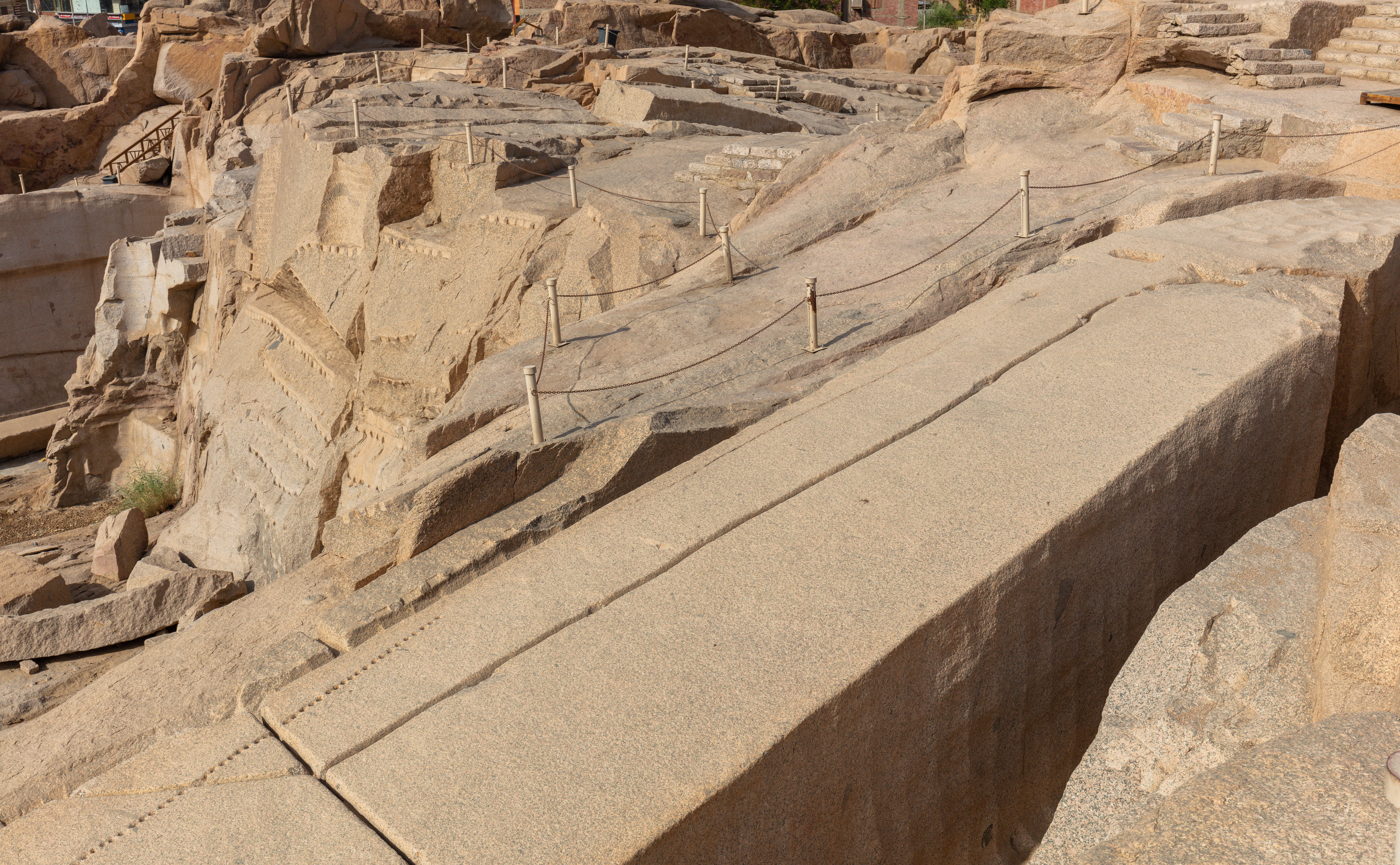
El obelisco inacabado.
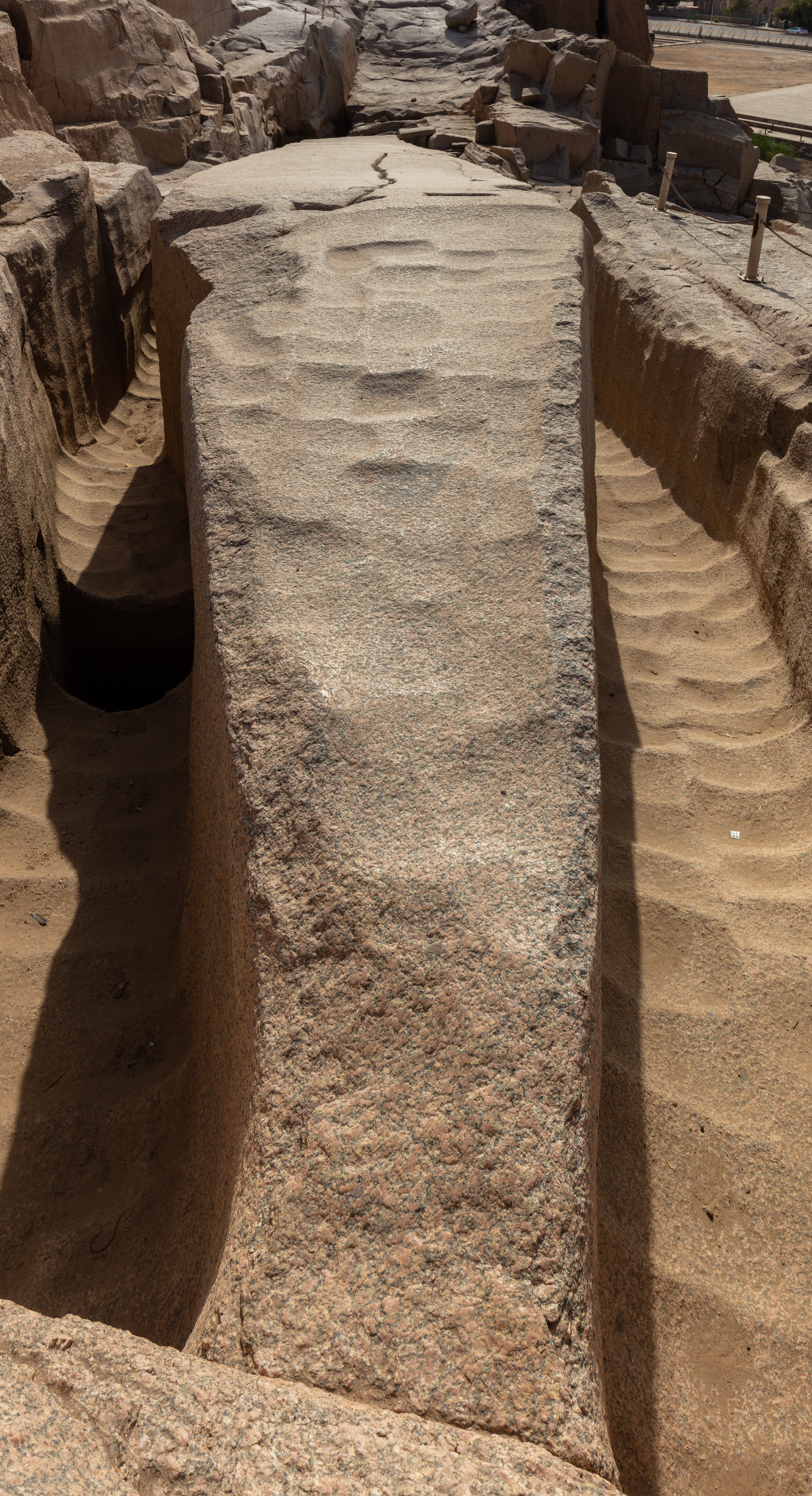